# 1900年代
1900年代（せんきゅうひゃくねんだい）は、
1. 西暦（グレゴリオ暦）1900年から1909年までの10年間を指す十年紀。本項で詳述する。
2. 西暦1900年から1999年までの100年間を指す。20世紀とほぼ同じ意味であるが、開始と終了の年が1年ずれている。

## できごと

### 1900年
- マックス・プランクがエネルギーの量子化に関する概念（エネルギー量子仮説）を提唱、量子論の創始。
- カール・ラントシュタイナーがABO式血液型のうち3つ（なお、O型は当初C型とされた）を発見。
- ポール・ヴィラールは、透過性が高く電荷を持たない放射線を発見（=gamma ray（ガンマ線）:1903年、ラザフォードにより命名）。

### 1901年
- 20世紀が始まる。
- ノーベル賞創設。

### 1902年
- 1月 - 日英同盟締結。

### 1903年
- 11月 - パナマ運河の建設はじまる。
- 12月17日 - ライト兄弟が人類初の動力飛行に成功。

### 1904年
- 1904年から1905年にかけて日露戦争。

### 1905年
- 1月22日 - ロシア帝国で血の日曜日事件。
- スウェーデン＝ノルウェー連合王国の解消、ノルウェー独立。
- アルベルト・アインシュタインが特殊相対性理論を発表。
- 第一次モロッコ事件でドイツとフランスが対立。
- 英領インド、ベンガル分割令。

### 1906年
- 日本で鉄道国有法が公布・施行される。これによって翌年までに私鉄の多くが国有となる。
- 米国で日本人学童公立学校就学拒否が相次ぎ、排日運動始まる。

### 1908年
- オスマン帝国で統一と進歩委員会による青年トルコ革命が発生。

### 1909年
- 10月26日 - ハルビン (哈爾浜) 駅において、満州視察のために訪問した伊藤博文が安重根によって暗殺される。

## 人物

### ヨーロッパ

#### 政治
- アルフレート・フォン・シュリーフェン（1833年 - 1913年）
- ピウス10世（1835年 - 1914年）
- エミール・コンブ（1835年 - 1921年）
- ジョセフ・チェンバレン（1836年 - 1914年）
- ヘンリー・キャンベル＝バナマン（1836年 - 1908年）
- エドワード7世（1841年 - 1910年）
- アレクセイ・クロパトキン（1848年 - 1925年）
- アーサー・バルフォア（1848年 - 1930年）
- セルゲイ・ウィッテ（1849年 - 1915年）
- ベルンハルト・フォン・ビューロー（1849年 - 1929年）
- アルフレート・フォン・ティルピッツ（1849年 - 1930年）
- ハーバート・ヘンリー・アスキス（1852年 - 1928年）
- テオフィル・デルカッセ（1852年 - 1923年）
- ケア・ハーディ（1856年 - 1915年）
- ゲオルギー・プレハーノフ（1856年 - 1918年）
- ヴィルヘルム2世（1859年 - 1941年）
- ピョートル・ストルイピン（1862年 - 1911年）
- ニコライ2世（1868年 - 1918年）
- ゲオルギー・ガポン（1870年 - 1906年）
- ホーコン7世（1872年 - 1957年）
- ユーリー・マルトフ（1873年 - 1923年）

#### 哲学と思想
- エルンスト・マッハ（1838年 - 1916年）
- ジョルジュ・ソレル（1847年 - 1922年）
- ジークムント・フロイト（1856年 - 1939年）
- フェルディナン・ド・ソシュール（1857年 - 1913年）
- ジョン・アトキンソン・ホブソン（1858年 - 1940年）
- アンリ・ベルクソン（1859年 - 1941年）
- フリードリヒ・マイネッケ（1862年 - 1954年）
- マックス・ヴェーバー（1864年 - 1920年）
- ミゲル・デ・ウナムーノ（1864年 - 1936年）
- シャルル・モーラス（1868年 - 1952年）
- エドゥアルト・フックス（1870年 - 1940年）
- ジョージ・エドワード・ムーア（1873年 - 1958年）
- アレクサンドル・ボグダーノフ（1873年 - 1928年）
- オットー・ヴァイニンガー（1880年 - 1903年）

#### 文学
- レオン・ブロワ（1846年 - 1917年）
- ヘンリク・シェンキェヴィチ（1846年 - 1916年）
- ジョゼフ・コンラッド（1857年 - 1924年）
- セルマ・ラーゲルレーヴ（1858年 - 1940年）
- アーサー・コナン・ドイル（1859年 - 1930年）
- アントン・チェーホフ（1860年 - 1904年）
- ジェームス・マシュー・バリー（1860年 - 1937年）
- アルトゥル・シュニッツラー （1862年 - 1931年）
- モーリス・バレス（1862年 - 1923年）
- フランク・ヴェーデキント（1864年 - 1918年）
- モーリス・ルブラン（1864年 - 1941年）
- ラドヤード・キップリング（1865年 - 1936年）
- ビアトリクス・ポター（1866年 - 1943年）
- シュテファン・ゲオルゲ（1868年 - 1933年）
- マクシム・ゴーリキー（1868年 - 1936年）
- アルフレッド・ジャリ（1873年 - 1907年）
- ジャック・ロンドン（1876年 - 1916年）
- ガートルード・スタイン（1874年 - 1946年）
- アレクサンドル・ブローク（1880年 - 1921年）

#### 芸術
- オットー・ワーグナー（1841年 - 1918年）
- アンリ・ルソー（1844年 - 1910年）
- エミール・ガレ（1846年 - 1904年）
- マックス・リーバーマン（1847年 - 1935年）
- アントニ・ガウディ（1852年 - 1926年）
- ロヴィス・コリント（1858年 - 1925年）
- アルフォンス・ミュシャ（1860年 - 1939年）
- ルネ・ラリック（1860年 - 1945年）
- アントワーヌ・ブールデル（1861年 - 1929年）
- アリスティド・マイヨール（1861年 - 1944年）
- ヴィクトール・オルタ（1861年 - 1947年）
- エクトール・ギマール（1867年 - 1942年）
- エミール・ノルデ（1867年 - 1956年）
- ピエール・ボナール（1867年 - 1947年）
- エドゥアール・ヴュイヤール（1868年 - 1940年）
- チャールズ・レニー・マッキントッシュ（1868年 - 1928年）
- アンリ・マティス（1869年 - 1954年）
- モーリス・ドニ（1870年 - 1943年）
- アドルフ・ロース（1870年 - 1933年）
- ジョルジュ・ルオー（1871年 - 1958年）
- モーリス・ド・ヴラマンク（1876年 - 1958年）
- パウラ・モーダーゾーン・ベッカー（1876年 - 1907年）
- アンドレ・ドラン（1880年 - 1954年）
- パブロ・ピカソ（1881年 - 1973年）
- ジョルジュ・ブラック（1882年 - 1963年）

#### 音楽
- エドワード・エルガー（1857年 - 1934年）
- ジャコモ・プッチーニ（1858年 - 1924年）
- グスタフ・マーラー（1860年 - 1911年）
- クロード・ドビュッシー（1862年 - 1918年）
- アレクサンドル・スクリャービン（1872年 - 1915年）
- モーリス・ラヴェル（1875年 - 1937年）

#### 演劇と舞踏
- サラ・ベルナール（1844年 - 1923年）
- アンナ・パヴロワ（1881年 - 1931年）

#### 映画
- ジョルジュ・メリエス（1861年 - 1938年）

#### 科学技術
- ユーゴー・ド・フリース（1848年 - 1935年）
- イワン・パブロフ（1849年 - 1936年）
- アンリ・ベクレル（1852年 - 1908年）
- アンリ・ポアンカレ（1854年 - 1912年）
- マックス・プランク（1858年 - 1947年）
- スヴァンテ・アレニウス（1859年 - 1927年）
- キュリー夫妻
  - ピエール・キュリー（1859年 - 1906年）
  - マリ・キュリー（1867年 - 1934年）
- ダフィット・ヒルベルト（1862年 - 1943年）
- ヘルマン・ミンコフスキー（1864年 - 1909年）
- グリエルモ・マルコーニ（1874年 - 1937年）
- アルベルト・アインシュタイン（1879年 - 1955年）

#### 探検
- アルベルト・フォン・ル・コック（1860年 - 1930年）
- オーレル・スタイン（1862年 - 1943年）
- スヴェン・ヘディン（1865年 - 1952年）
- ポール・ペリオ（1878年 - 1945年）

#### その他
- ダニエル・パウル・シュレーバー（1842年 - 1911年）
- アレイスター・クロウリー（1875年 - 1947年）

### アングロアメリカ
- ジョン・ヘイ（1838年 - 1905年）
- ウィリアム・ジェイムズ（1842年 - 1910年）
- ウィリアム・マッキンリー（1843年 - 1901年）
- ヘンリー・ジェイムズ（1843年 - 1916年）
- キャリー・ネイション（1846年 - 1911年）
- ジョーゼフ・ピューリツァー（1847年 - 1911年）
- ダニエル・デ・レオン（1852年 - 1914年）
- ニコラ・テスラ（1856年 - 1943年）
- ロバート・ピアリー（1856年 - 1920年）
- ネッド・ハンロン（1857年 - 1937年）
- ウィリアム・タフト（1857年 - 1930年）
- セオドア・ルーズベルト（1858年 - 1919年）
- フランツ・ボアズ（1858年 - 1942年）
- フランク・セレー（1859年 - 1909年）
- アーネスト・トンプソン・シートン （1860年 - 1946年）
- オー・ヘンリー（1862年 - 1910年）
- ロイ・フラー（1862年 - 1928年）
- コニー・マック（1862年 - 1956年）
- ウィリアム・ランドルフ・ハースト（1863年 - 1951年）
- ヘンリー・フォード（1863年 - 1947年）
- ジョージ・サンタヤーナ（1863年 - 1952年）
- アルフレッド・スティーグリッツ（1864年 - 1946年）
- ウィルバート・ロビンソン（1864年 - 1934年）
- サイ・ヤング（1867年 - 1955年）
- ライト兄弟
  - ウィルバー・ライト（1867年 - 1912年）
  - オーヴィル・ライト（1871年 - 1948年）
- ウィリアム・エドワード・バーグハード・デュボイス（1868年 - 1963年）
- クラーク・グリフィス（1869年 - 1955年）
- エドウィン・スタントン・ポーター（1870年 - 1941年）
- フレッド・クラーク（1872年 - 1960年）
- ジョン・マグロー（1873年 - 1934年）
- ホーナス・ワグナー（1874年 - 1955年）
- ナップ・ラジョイ（1874年 - 1959年）
- ルーシー・モード・モンゴメリ（1874年 - 1942年）
- フランク・チャンス（1877年 - 1924年）
- アプトン・シンクレア（1878年 - 1968年）
- イサドラ・ダンカン（1878年 - 1927年）
- ヘレン・ケラー（1880年 - 1968年）

### 西アジア・北アフリカ
- タバータバーイー（1843年 - 1921年）
- アブデュルレシト・イブラヒム（1857年 - 1944年）
- ハーフィズ・イブラーヒーム（1871年 - 1932年）
- ムスタファ・カーミル（1874年 - 1908年）
- エンヴェル・パシャ（1881年 - 1922年）

### アフリカ
- キンジキティレ・ングワレ（？ - 1905年）

### インド
- バール・ガンガーダル・ティラク（1856年 - 1920年）
- ジョージ・ナサニエル・カーゾン（1859年 - 1925年）
- ラーラー・ラージパット・ラーイ（1865年 - 1928年）
- アーガー・ハーン3世（1877年 - 1957年）

### 東南アジア
- ファン・ボイ・チャウ（1867年 - 1940年）
- ファン・チュー・チン（1872年 - 1926年）
- ラデン・アジェン・カルティニ（1879年 - 1904年）
- クォン・デ（1882年 - 1951年）

### 中国
- 劉坤一（1830年 - 1902年）
- 西太后（1835年 - 1908年）
- 張之洞（1837年 - 1909年）
- 富察敦崇（1865年 - 1927年）
- 孫文（1866年 - 1925年）
- 章炳麟（1869年 - 1936年）
- 光緒帝（1871年 - 1908年）
- 陳天華（1875年 - 1905年）
- 秋瑾（1875年 - 1907年）
- ダライ・ラマ13世（1876年 - 1933年）
- 醇親王載灃（1883年 - 1951年）

### 韓国
- 高宗（1852年 - 1919年）
- 純宗（1874年 - 1926年）
- 安重根（1879年 - 1910年）